# Tadeusz Ochęduszko
Tadeusz Jan Ochęduszko (ur. 19 listopada 1897 w Jaćmierzu, zm. 22 grudnia 1979 we Wrocławiu) – major piechoty Wojska Polskiego II RP i Polskich Sił Zbrojnych.

## Życiorys
Urodził się jako Tadeusz Ochęduszko 18 listopada 1897 w Jaćmierzu. Był synem Zygmunta i Domiceli z domu Jasiewicz. Podczas I wojny światowej został zmobilizowany do c. i k. armii i służył w szeregach 45 pułku piechoty, biorąc udział w działaniach na frontach włoskim i albańskim, dosłużył stopnia chorążego.
Dekretem Wodza Naczelnego Józefa Piłsudskiego z 19 lutego 1919 jako były oficer armii austro-węgierskiej został przyjęty do Wojska Polskiego z dniem 1 stycznia 1918 wraz z zatwierdzeniem posiadanego stopnia podporucznika ze starszeństwem z 1 lutego 1918 i rozkazem z tego samego dnia 19 lutego 1919 Szefa Sztabu Generalnego płk. Stanisława Hallera mianowany komendantem plutonu kkm (kompanii karabinów maszynowych). W stopniu podporucznika był dowódcą plutonu ciężkich karabinów maszynowych w szeregach 3 batalionu Strzelców Sanockich podczas wojny polsko-ukraińskiej. Od 1919 był oficerem 2 pułku Strzelców Podhalańskich, wraz z którym uczestniczył w walkach wojny polsko-bolszewickiej. W okresie pokoju w latach 20. i w pierwszej połowie lat 30. był oficerem zawodowym 2 pułku Strzelców Podhalańskich stacjonującego w Sanoku. Został awansowany do stopnia porucznika piechoty ze starszeństwem z dniem 1 czerwca 1919, a następnie do stopnia kapitana piechoty ze starszeństwem z dniem 15 sierpnia 1924. W 1928 pełnił funkcję Komendanta Obwodowego Przysposobienia Wojskowego w Sanoku. Wraz z kpt. Marianem Warmuzkiem był także przydzielony do nauki w sanockim gnieździe Towarzystwa Gimnastycznego „Sokół”, gdzie działał osobny oddział Przysposobienia Wojskowego. W marcu 1934 został przeniesiony do batalionu KOP „Wołożyn”. Na stopień majora został mianowany ze starszeństwem z 19 marca 1937 i 27. lokatą w korpusie oficerów piechoty. Od marca 1937 służył w 17 pułku piechoty w Rzeszowie. W 1939 był dowódcą Rzeszowskiego Batalionu ON i równocześnie komendantem 17 Obwodu Przysposobienia Wojskowego w Rzeszowie przy 17 pp. Batalion wszedł w skład 3 Brygady Górskiej. W latach 30. był uprawniony do protokołowania „Górskiej Odznaki PZN” (1937).
Po wybuchu II wojny światowej w trakcie kampanii wrześniowej batalion „Rzeszów” ON był składową Podkarpackiej Brygady Obrony Narodowej w Armii „Karpaty”. Na stanowisku dowódcy batalionu ON brał udział w walkach z Niemcami toczonymi w okolicach Zagórza i Leska do 19 września 1939. Po przedostaniu się na Węgry został tam internowany. W tym czasie sporządził dziennik dowodzonego przez siebie rzeszowskiego batalionu ON za czas od 27 sierpnia do 19 września. Zbiegł w maju 1940, trafił do Francji, a następnie w czerwcu 1940 do Wielkiej Brytanii. Został oficerem Polskich Sił Zbrojnych. Na przełomie 1941/42 sprawował stanowisko dowódcy Pociągu Pancernego „F” (w Barnstaple, Devon) w strukturze II Dywizjonu Pociągów Pancernych. Od czerwca 1944 służył jako wykładowca w Centrum Wyszkolenia Piechoty.
Po wojnie w 1947 powrócił do Polski, zamieszkał w Gdańsku, a później osiadł we Wrocławiu. Był zatrudniony m.in. we wrocławskim Przedsiębiorstwie Geologicznym. W 1969 przeszedł na emeryturę.
Zmarł 22 grudnia 1979 we Wrocławiu. Został pochowany w tym mieście na cmentarzu św. Wawrzyńca.

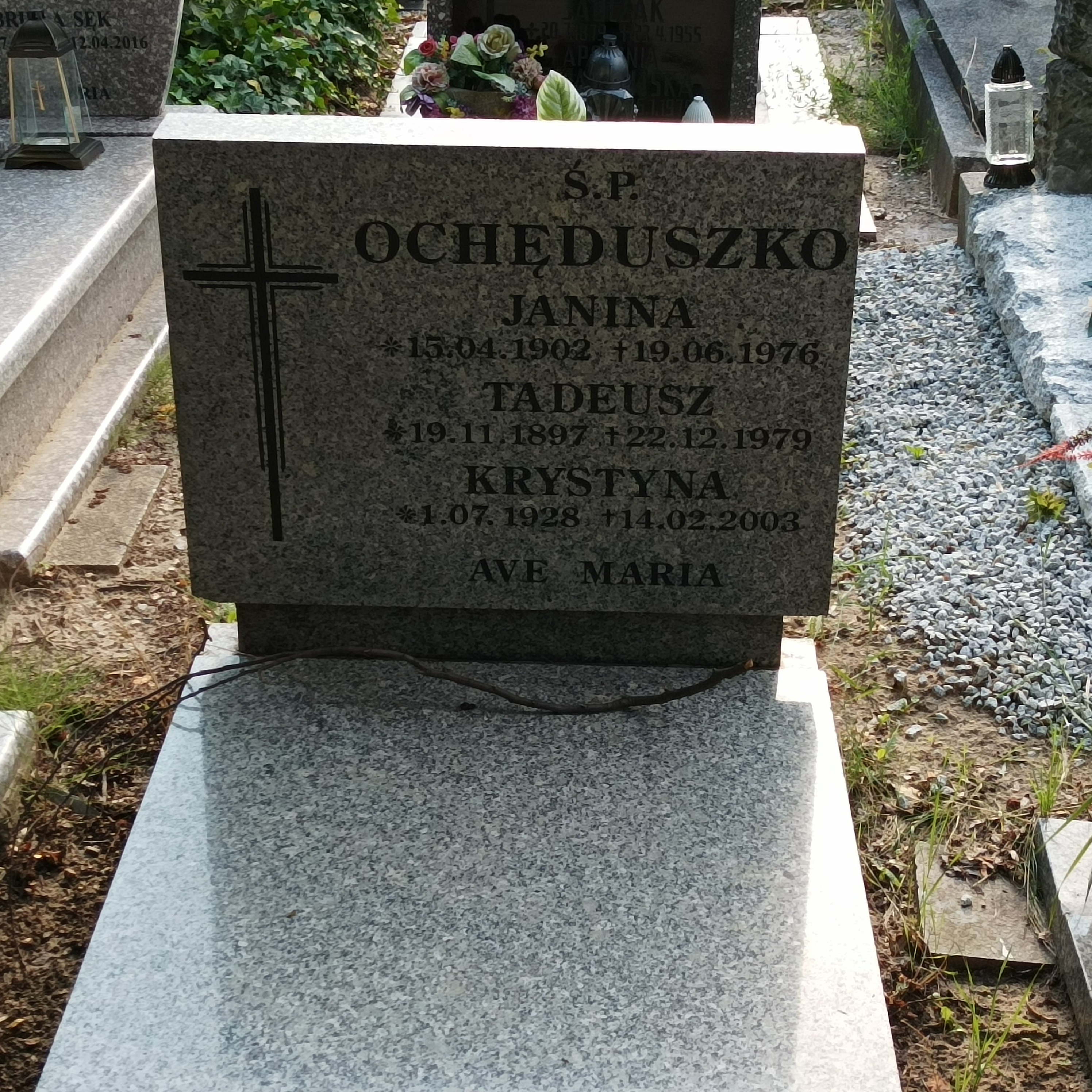
Grób mjra Tadeusza Ochęduszki na cmentarzu św. Wawrzyńca we Wrocławiu

2 stycznia 1924 w Sanoku jego żoną została Janina Ludwika z domu Borczyk (1902-1976, siostra Czesława; świadkami na ich ślubie byli Bronisław Prugar-Ketling i Ryszard Zacharski), z którą miał dzieci Ludwika (ur. 1925) i Krystynę (1928-2003).
W 2011 pamiątki po majorze Tadeuszu Ochęduszce zostały przekazany przez jego krewnych do Muzeum Historycznego w Sanoku.

## Ordery i odznaczenia
- Krzyż Walecznych
- Medal Pamiątkowy za Wojnę 1918–1921[22]
- Medal Dziesięciolecia Odzyskanej Niepodległości[22]
- Państwowa Odznaka Sportowa (przed 1933)[22]
- Odznaka Strzelecka (przed 1933)[22]
- Odznaka „Przyczółek Kijów” (za wyprawę kijowską 1920)[2]
- Odznaka pamiątkowa 2 pułku Strzelców Podhalańskich (przed 1933)[22]